# Adam Hellborg
Adam Hellborg, född 30 juli 1998, är en svensk fotbollsspelare.

## Karriär
Karriären inleddes i Emmaboda IS men redan i tidiga tonåren gjorde Adam Hellborg flytten till Kalmar FF. Efter att funnits med på bänken redan under föregående säsong begick Hellborg allsvensk debut genom ett inhopp i 3-0-segern mot Malmö FF den 29 april 2018. Totalt blev det nio allsvenska matcher, varav tre från start, för Hellborg under 2018 och kort efter att säsongen avslutats skrev han på ett nytt tvåårsavtal med klubben.
I april 2019 lånades Hellborg ut till Oskarshamns AIK genom ett samarbetsavtal.
I december 2019 presenterades Hellborg som ny spelare av IK Sirius. Efter säsongen 2022 lämnade han klubben i samband med att kontraktet löpte ut.
I februari 2023 presenterades Hellborg av Helsingborgs IF. Han stannade kontraktet ut men lämnade sedan klubben efter säsongen 2024.